# Camerata Salzburg
La Camerata Salzburg è un'orchestra da camera austriaca con sede a Salisburgo, in Austria. La sede principale dei concerti della Camerata è l'Università Mozarteum.

## Storia
Bernhard Paumgartner ha fondato il gruppo nel 1952 come Camerata Academica des Mozarteums Salzburg, che comprendeva i suoi colleghi insegnanti e studenti del Mozarteum. Ne è stato il direttore e, de facto, il direttore d'orchestra principale fino alla sua morte nel 1971. Antonio Janigro è diventato il nuovo leader della Camerata nel 1974, lo stesso anno in cui si è tenuta a Salisburgo la prima serie di concerti su abbonamento. Sándor Végh è stato poi direttore principale della Camerata dal 1978 fino alla sua morte nel 1997. Roger Norrington è diventato direttore principale della Camerata nel 1997 ed ha ricoperto la carica fino al 2006. Durante il suo mandato Norrington ha dato una grande rilevanza alle pratiche di esecuzione storicamente informata. Leonidas Kavakos è stato il principale artista ospite della Camerata dal 2001 al 2006 e direttore artistico dal 2007 fino alle sue dimissioni nel luglio 2009, motivate dalla "instabilità nella gestione dell'orchestra". Nel giugno 2011 Louis Langrée è stato nominato sesto direttore principale della Camerata, a partire da settembre 2011, con un contratto iniziale di 5 stagioni.
La Camerata Salzburg ha realizzato registrazioni per etichette come Decca, Warner Classics e Sony Classical.

## Premi
- Europäischer Kulturpreis 1999 nella categoria "orchestra da camera"

## Principali direttori d'orchestra e artistici
- Bernhard Paumgartner (1952–1971)
- Antonio Janigro (1974–1978)
- Sándor Végh (1978–1997)
- Roger Norrington (1997–2006)
- Leonidas Kavakos (2007–2009)
- Louis Langrée (2011–2016)